# Ida Sargent
Ida Sargent, född 25 januari 1988, är en amerikansk längdskidåkare som debuterade i världscupen den 21 november 2010 i Gällivare, Sverige. Hennes första pallplats i världscupen kom i sprint den 3 februari 2017 i Pyeongchang, Sydkorea.
Sargent deltog vid olympiska vinterspelen 2014 där hennes bästa placering blev 19:e-platsen i sprint.